# 풀레코

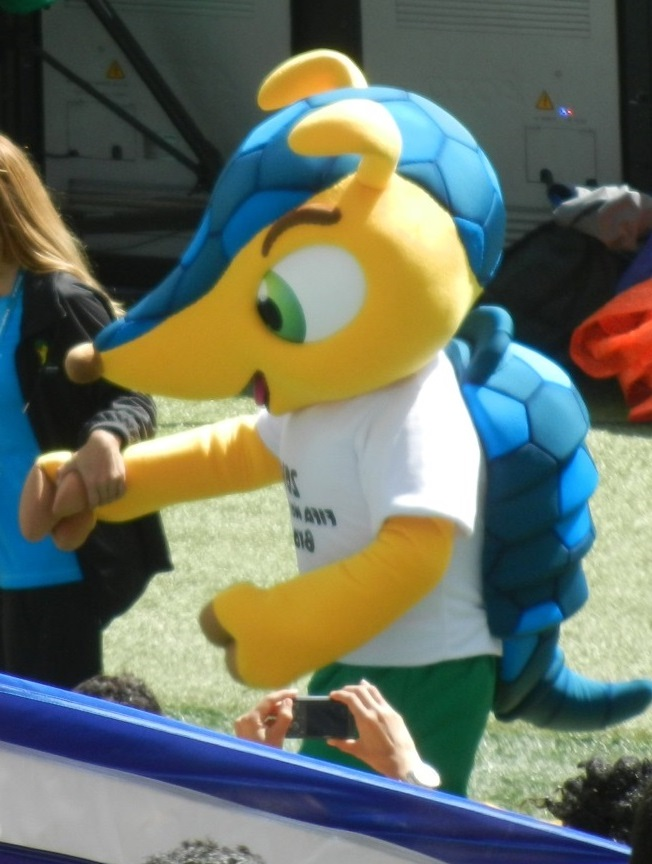

풀레코(Fuleco)는 브라질에서 열리는 2014년 FIFA 월드컵의 마스코트이다.

## 개요
브라질에 서식하는 멸종위기종 아르마딜로인 브라질세띠아르마딜로를 형상화하였으며 설정상 생일은 2000년 1월 1일이다. 2012년 11월 25일에 최초로 공개되었으며 마스코트 이름은 투표에 의해 결정되었다. 약 170만 명 이상에 달하는 축구 팬들이 투표에 참가했으며 득표율 48%를 기록한 풀레코(Fuleco)가 마스코트 이름으로 결정되었다.
풀레코는 포르투갈어로 "축구"를 뜻하는 단어인 '푸테보우'(Futebol)와 "환경"을 뜻하는 단어인 '이콜로지아'(Ecologia)의 합성어이다. 그 밖에 주제코(Zuzeco, 포르투갈어로 "파란색"을 뜻하는 단어인 '아줄'(Azul)과 "환경"을 뜻하는 단어인 '이콜로지아'(Ecologia)의 합성어, 득표율 31%), 아미주비(Amijubi, 포르투갈어로 "우정"을 뜻하는 단어인 '아미자지'(Amizade)와 "환희"를 뜻하는 단어인 '주빌루'(Jubilo)의 합성어, 득표율 21%)가 후보로 올랐다. FIFA는 '풀레코'가 "브라질, 친환경, 친근함, 축구에 대한 열정" 등을 담고 있는 이름이라고 설명했다.

## 같이 보기
- 2014년 FIFA 월드컵

| 이전 자쿠미 | FIFA 월드컵 마스코트 2014년 | 다음 (현재) |